# トランスフォーマー ザ・ムービー
『トランスフォーマー ザ・ムービー』（The Transformers: The Movie）は、1986年に公開された『トランスフォーマー』シリーズのアニメーション映画の一作。

## 解説
『戦え!超ロボット生命体トランスフォーマー』（The Transformers〈Season 2〉）と『戦え!超ロボット生命体トランスフォーマー2010』（The Transformers〈Season 3〉）を繋ぐストーリーとして製作された劇場用作品。アメリカでは1986年8月、イギリスでは同年12月に公開された。
日本でも1987年夏に公開が予定されていたが、諸事情により劇場公開されず、1989年に東京と大阪で、トランスフォーマー5周年記念イベントと、ユニセフによるチャリティーを兼ねた上映会が開催され、関連商品の販売やコマフィルムの配布が行われた。上映会の告知は、同作を連載していたテレビマガジン誌面と、ラジオ番組青春ラジメニアなどに限られ認知度が低く、上映直前にはチケットの無料配布も行われたが、満席には至らなかった。それでも、テレビマガジン読者に対しては親子ペアチケット、青春ラジメニアのリスナーに対しては大人ペアチケットが数多く送付された上に、大阪会場のサンケイホールにおいては、青春ラジメニアのパーソナリティであった岩崎和夫と吉田秀子が進行役を務めたこともあり、拍手喝采の盛況振りだった。
原語版ではオーソン・ウェルズ、レナード・ニモイ、ロバート・スタック、エリック・アイドルなどの名俳優たちが出演しており、ユニクロンの声を担当したオーソン・ウェルズはこの作品が遺作となった。監督のネルソン・シンによると、低くて深みのある声をユニクロンにイメージしており、オーソン・ウェルズのキャスティングは夢のようなものだったという。しかし、アシスタントと共に車椅子で収録スタジオに現れたウェルズは既に病に侵されており、体調が優れていないことは一目瞭然だった。収録前、ウェルズは映画の成功を祈願して収録用に提示されたコンセプトアートにサインをした。ウェルズの声は弱々しくも演じようとしていることが伝わるものであり、その場にいたスタッフは何も口出しなかった。収録した音声は加工されることとなり、当時ハリウッドに一台しかなかったサウンドシンセサイザーにより強大かつ力強いものとなったウェルズの音声がユニクロンの声として使用されている。
テレビシリーズで音楽を担当していた、ロバート・J・ウォルシュとジョニー・ダグラスは本作品には起用されておらず、シルヴェスター・スタローン主演の『ロッキー4/炎の友情』で音楽を担当した、ヴィンス・ディコーラが起用されている。
日本側総指揮を担当した森下孝三は「当時演出家としてもてる技術を全てつぎ込んで」製作したと語っており、本作のため約1年間アメリカに滞在した。また、キャラクターには何重もの影が重ねられており、森下によるとトランスフォーマーたちのキャラクターを表現するために、影を重ねて感情を表現する手法を取り入れたとのこと。

## あらすじ
地球暦2005年。セイバートロン星はデストロンの占領下にあった。そしてサイバトロンは、セイバートロン星にある2つの月に設けたムーンベース、そして地球のサイバトロンシティを拠点とし、故郷奪還の悲願に燃えていた。
度重なる激戦の末にサイバトロンは多くの仲間と、そして総司令官であるコンボイまでを失うこととなった。そして、サイバトロンのリーダーが代々受け継ぐ叡智の結晶「マトリクス」はコンボイの身を離れ、新たにリーダーとなる人物を待つことになる。
一方、セイバートロン星で伝説として伝わる超巨大トランスフォーマー「ユニクロン」が宇宙の彼方より現れ、セイバートロン星に迫りつつあった。ユニクロンはマトリクスが自らの脅威と自覚し、スタースクリームの裏切りで宇宙空間に放逐されたメガトロンをガルバトロンとして再生強化し、マトリクスの破壊を命じる。
新生デストロン、そしてユニクロン。果たしてサイバトロンは母星を、マトリクスを守りきれるのか。

## 登場人物

### サイバトロン戦士 / Heroic Autobots
総司令官 コンボイ / Optimus Prime
声 - 玄田哲章 / 英 - ピーター・カレン
全宇宙の正義と平和のために戦うサイバトロン総司令官。デストロン軍団の奇襲を受けた地球の基地に応援に駆けつける。その際にはトラックモードでデストロン軍団を次々に跳ね飛ばし、変形しながら飛び上がって空中ひねりをしながら銃を乱射し、多数のデストロンを倒すという、サイバトロン総司令官の名に恥じぬ活躍を見せた（宇宙に放逐されたデストロンの傷病兵のほとんどがコンボイの手で倒された者である）。メガトロンと一対一で壮絶な死闘を繰り広げ、「素手で捻り潰してくれる」と豪語しておきながら武器を多数使用したメガトロンを素手のみで撃退するも、自らも致命傷を負う。仲間たちに看取られながらウルトラマグナスにリーダーの証であるマトリクスを託し、息を引き取った。
騎士 ホットロディマス / Hot Rod
総司令官 ロディマスコンボイ / Rodimus Prime
声 - 石丸博也 / 英 - ジャド・ネルソン
サイバトロンの若き騎士。ダニエルと親友である。その若さゆえか無鉄砲に敵に向かっていくが勇敢さは随一。ユニクロンの内部でガルバトロンと決闘。マトリクスを奪い返し、パワーと風格に満ちた新戦士ロディマスコンボイへと生まれ変わる。ホットロディマスではドラッグカー風のスーパーカー、ロディマスコンボイではキャンピングカー風のトレーラートラックに変形する。
デザイン画には、ホットロッド HOTROD“YOUNG”と表記されている。
シティコマンダー ウルトラマグナス / Ultra Magnus
声 - 速水奨 / 英 - ロバート・スタック
サイバトロンシティーコマンダーとして地球防衛の責任を担う。キャリーカーに変形。コンボイよりマトリクスを託されるがマトリクスを開放出来なかった。そのため、ガルバトロンに破壊されマトリクスは奪われてしまう。後にジャンキオンの手により、ガラクタ呼ばわりされながらも復活した。その後の出番は無かったが、ロディマスが凱旋した際には他のTFと共にロディマスを迎えていた。
映画の予告編ではダイアクロンの「パワードコンボイ」として販売されていたころのカラーリングで登場しており、2001年にはダイアクロンとして販売されていたころのカラーリングをしたものが限定販売された。
デザイン画（キャリーカーモード）には、パワードコンボイとも表記されている。
空中防衛戦士 スプラング / Springer
声 - 堀内賢雄 / 英 - ニール・ロス
ロボット・装甲車・ヘリコプターの3つの形態を持つトリプルボット。年若く血気盛んな戦士でアーシーの恋人（海外では本作品においてアーシーを救出したことをきっかけに惹かれあうようになったとされている）。
デザイン画には、スプリンガーと表記されている。
女性戦士 アーシー / Arcee
声 - 勝生真沙子 / 英 - スーザン・ブルー
ウーマン（女性型）サイバトロン。優しく勇敢な性格である。正確無比な射撃力とスピードはサイバトロンでも屈指。スーパーカーに変形。本作の時点ではホットロディマスに惹かれているという設定がある。
戦士 チャー / Kup
声 - 阪脩 / 英 - ライオネル・スタンダー
経験豊かなベテラン戦士。口やかましく、ホットロディマスの無鉄砲さに頭を痛めていたが、クインテッサ星での一件により信頼しあうようになる。旧式のピックアップトラック型スーパーカーに変形する。
デザイン画には、オールドカップと表記されている。
情報員 ブラー / Blurr
声 - 山口健 / 英 - ジョン・モシッタ二世
早口で落ち着きがないが、任務は着実にこなすサイバトロン。自称・頼りになる男。本作では移動する際に青い残像処理（光学ブラー）がなされている。スーパーカーに変形。
デザイン画には、ブルアーと表記されている。また、武器のデザイン画には本編未登場の盾も存在し、玩具に忠実にシークレットエンブレムまで描かれている。
生存者（サバイバリスト） ウィーリー / Wheelie
声 - 小宮和枝 / 英 - フランク・ウェルカー
クインテッサの星において一人で生き延びてきた生存者。パチンコと相手をいらつかせる口の悪さが武器である。ダイノボットと友達となり、共にホットロディマスらを救出。その後も彼らに同行する。スーパーカーに変形。
デザイン画には、ウィリーと表記されている。
通信員 ブロードキャスト / Blaster
声 - 難波圭一 / 英 - バスター・ジョーンズ
サイバトロンの通信員。コンボイに救援を要請する。通信機器破壊に乗り込んで来たカセットロンにカセットボット部隊で応戦した。ロディマスたちが宇宙に旅立つ中、地球に留まる。
カセットボット部隊 / Autobot Cassettes
ブロードキャストの胸のケースに収納されたカセットテープから変形する小型ロボットの部下。動物型のスチールジョー / Steeljawとアムホーン / Ramhorn、人型のリワインド / Rewindとイジェクト / Ejectの4体が登場。通信塔に乗り込んできたカセットロンに苦戦するパーセプターを援護した。
科学者 パーセプター / Perceptor
声 - 城山知馨夫 / 英 - ポール・エイディング
サイバトロンの科学者。望遠鏡にもなる顕微鏡に変形。ウルトラマグナスらと共に宇宙へ向かい、惑星ジャンキオンへと案内した。
指揮官 グリムロック / Grimlock
声 - 喜多川拓郎 / 英 - グレッグ・バーガー
ダイノボット部隊のリーダー。仲間のダイノボット部隊を率いる。戦いと戦いの話が好きで、サイバトロンが撤退を決めても宇宙船に乗ろうとしなかったり、チャーに過去の戦いの話を聞かせてくれとせがんでいた。ウィーリーにバカと呼ばれて怒るがロディマスたちの救出に手を貸してくれたことから仲良くなる。ティラノサウルスに変形。
ダイノボット部隊 / Dinobots
ブロントサウルスに変形する密林戦士 スラージ / Sludge（声 - 稲葉実 / 英 - フランク・ウェルカー）、トリケラトプスに変形する火炎戦士 スラッグ / Slag（声 - 山口健 / 英 - ニール・ロス）、プテラノドンに変形する砲撃戦士 スワープ / Swoop（声 - 塩屋翼 / 英 - マイケル・ベル）の三人が登場。サイバトロンシティでデバスターと戦い、クインテッサ星では裁判所に乱入してロディマスたちを救出した。最終決戦ではユニクロンに攻撃していたが、歯が立たずに撤退している。
ダイノボット部隊には他にステゴサウルスに変形する砂漠戦士 スナール / Snarlがいるが、デストロンが襲撃するシーンにわずかに映るだけであった。
副官 マイスター / Jazz
声 - 稲葉実 / 英 - スキャットマン・クローザース
クリフと共にムーンベース1にてセイバートロン星を監視していたが、そこにユニクロンが襲来。ムーンベース1を放棄し、シャトルで脱出を試みるが、ユニクロンに吸い込まれてしまい、消化寸前でダニエルの手で救い出され、仲間たちと共に脱出する。
戦闘員 クリフ / Cliffjumper
声 - 喜多川拓郎 / 英 - ケイシー・ケイサム
マイスターと共に監視任務に就いていた。マイスターたちとともにユニクロンに吸い込まれてしまうが、消化される寸前で一命は取り留める。
情報員 バンブル / Bumblebee
声 - 塩屋翼 / 英 - ダン・ギルベザン
スパイクと共にムーンベース2にてセイバートロン星を監視をしていたが、ユニクロンが襲来した際、ムーンベース2を自爆させ抵抗するも、結局吸い込まれてしまう。スパイクもろともユニクロンに消化寸前になるが、ダニエルに救われる。
警備員 アイアンハイド / Ironhide
声 - 速水奨 / 英 - ピーター・カレン
コンボイのボディガード的な存在の戦士。シャトルで地球に向かう途中、デストロンの襲撃に遭い最後まで抵抗するが、メガトロンの攻撃に止めを刺された。出発前に、スパイクからダニエルへの「寂しい思いをさせてすまない」という伝言を託されていたが、それを伝えることは叶わなかった。チェリーバネットに似た型の自動車に変形。
看護員 ラチェット / Ratchet
声 - 江原正士 / 英 - ドン・メシック
サイバトロンの医師。仲間が次々と倒れる中で戦闘に参加。スタースクリームが発砲したメガトロンの直撃を受け死亡。救急車に変形する。
戦略家 プロール / Prowl
声 - 石井敏郎 / 英 - マイケル・ベル
サイバトロンの戦略家。フェアレディZに似た型のパトロールカーに変形。シャトルで地球に向かう途中、デストロンの襲撃に遭い、スカベンジャーの一撃を受け口から煙を噴き上げながら死亡。
攻撃員 ゴング / Brawn
声 - 稲葉実 / 英 - コーリー・バートン
小柄だが「怪力コング」と自称するほどの力持ち。シャトルの異変に気づき、調査に向かったがデストロン軍団の襲撃に遭い、スタースクリームの発砲したメガトロンの直撃を受け死亡。4WD車に変型。
技術員 ドラッグ / Huffer
冒頭にて、チャーの作業を手伝わされていた。後の『2010』にて墓が登場し、サイバトロンシティの攻防戦で死亡していたことが判明。
戦士 サンストリーカー / Sunstreaker
コンボイ率いる増援部隊の一員として登場。ダイノボットの空挺降下シーンにて、シャトルを操縦している姿が確認できる。
偵察員 ハウンド / Hound
コンボイ率いる増援部隊の一員として登場。コンボイの突撃を見送る。
技術者 ホイルジャック / Wheeljack
サイバトロンシティの攻防戦で戦死したらしく、横たわった姿が確認される。因みに初稿ではトレイルブレイカー / Trailbraker、アラート / Red Alert、リジェ / Mirageなども戦死とされる予定だった。
戦闘員 チャージャー / Windcharger
サイバトロンシティの攻防戦で戦死したらしく、横たわった姿が確認される。
建築家 グラップル / Grapple
サイバトロンシティの攻防戦に姿がある。
探査員 ギアーズ / Gears
ムーンベース1で、アイアンハイドの隣に座っている姿が確認できる。
射撃手ストリーク / Bluestreak
チャーの作業を手伝っていた。

### デストロン軍団 / Evil Decepticons
破壊大帝 メガトロン / Megatron
声 - 加藤精三 / 英 - フランク・ウェルカー
ワルサーP38に変形するデストロンの指導者である破壊大帝。その奸智によりシャトルのサイバトロン戦士全員を殺戮し、サイバトロンシティを壊滅状態に追い込むも、コンボイとの決戦で瀕死の重傷を負う。また裏切り行為をしたスタースクリームによって宇宙に放逐されたが、ユニクロンにガルバトロンとして再生される。なお、コンボイと戦った際、「お前など素手でひねりつぶしてくれる」と凄んで見せたが、実際には尖った廃材や腕の融合カノン、レーザーダガー、落ちていた銃を使って戦っており、ユニクロンにコンボイとの戦いについて説明した際、「素手で倒した」と発言したが「誇張するでない」と一蹴された。
新破壊大帝 ガルバトロン / Galvatron
声 - 加藤精三 / 英 - レナード・ニモイ
メガトロンがマトリクスの破壊を約束にユニクロンによって再生強化された姿。そのことに関してはあまり恩義は感じておらず当初は幾度もユニクロンに反抗していた。しかし、ユニクロンによって引き起こされる頭痛に悩まされ、渋々ながらマトリクス破壊任務に向かうが、マトリクスを手中に収めると、ユニクロンを脅迫する。だが、マトリクスを開放できず、結局ユニクロンに飲み込まれ、ロディマスコンボイとの戦いで再び宇宙の彼方に飛ばされてしまった。ガルバトロンとして復活してからは移動砲台に変形。
新航空参謀 サイクロナス / Cyclonus
声 - 稲葉実 / 英 - ロジャー・C・カーメル
デストロンの新しい航空参謀。サイバトロンシティの決戦後、メガトロンと共に放逐されたスカイワープとボンブシェルの一方がユニクロンによって改造され誕生したもの。オリジナルデザインのジェット機に変形。本作のみ、ガルバトロンをコックピットに乗せて空を飛ぶ描写がある。
デザイン画には、“DECEPTICON PLANE”と併記されている。
アルマダ/Armada
声 - なし/ 英 - なし
ユニクロンに再生されたスカイワープとボンブシェルのうち、ワンカットのみ登場した個体。日本語吹き替えでは「航空参謀サイクロナスとその無敵艦隊」と誤訳されている。2体いたのはプロット段階の名残で、アルマダはサイクロナスと同型だが小型であるとされていた。
スウィープス参謀 スカージ / Scourge
声 - 島香裕 / 英 - スタン・ジョーンズ
サイクロナスの率いる同型の親衛隊「スウィープス」のリーダー。サイバトロンシティの決戦後、メガトロンと共に放逐されたサンダークラッカー（またはキックバックかシャープネル）がユニクロンによって改造され誕生した。冷酷なハンターで、自分の実力に自信を持っているようであり、ガルバトロンにウルトラマグナス抹殺を豪語した。ホバークラフト型宇宙船に変形。
航空参謀 スタースクリーム / Starscream
声 - 鈴置洋孝 / 英 - クリス・ラッタ
デストロンNo.2である野心家。本作品でもまた裏切り行為をし、負傷したメガトロン・同型のスカイワープとサンダークラッカー・インセクトロンを宇宙に放逐。その後、新リーダーを決めるバトルロイヤルに勝利してリーダーになるものの復活したガルバトロンに戴冠式を妨害され、一撃で破壊されてしまった。
本作品の描写ではそれっきりという扱いだが、死後もスパークが消え去ることはなく幽霊のようなものになったという設定になっており、『2010』や『ビーストウォーズ』にも登場した。両方の世界でも裏切り行為に関する悪評は知れ渡っていた。
情報参謀 サウンドウェーブ / Soundwave
声 - 政宗一成 / 英 - フランク・ウェルカー
カセットロンを率いるデストロンの情報参謀。メガトロンの忠実な右腕であり、負傷したメガトロンから「置いて行かないでくれ」と懇願されると、アストロトレインまで運びこんだ。しかし、積み荷を軽くするための傷病兵の放逐には反対せず、軍団の新リーダーを決めるためのバトルロイヤルにも賛同し、ビルドロンを見下し自分がリーダーになろうとした。
カセットロン部隊 / Decepticon Cassettes
普段はサウンドウェーブの胸のケースに収まっていて、カセットテープから変形する小型ロボット。人型のフレンジー / Frenzy（声 - 城山知馨夫 / 英 - フランク・ウェルカー）&ランブル / Rumble（声 - 山口健 / 英 - フランク・ウェルカー）、動物型のジャガー / Ravage、コンドル / Laserbeak、ラットバット / Ratbatの5体が登場。偵察や通信妨害に活躍。サウンドウェーブとの信頼関係は強く、バトルロイヤルの際にもサウンドウェーブを猛烈に支持した。
ビルドロン部隊 / Constructicons
建設車両に変形する部隊で、グレン / Hook（声 - 江原正士 / 英 - ニール・ロス）、ロングハウル / Long Haul、スクラッパー / Scrapper（声 - 難波圭一 / 英 - マイケル・ベル）、ミックスマスター / Mixmaster（声 - 城山知馨夫 / 英 - フランク・ウェルカー）、スカベンジャー / Scavenger（声 - 難波圭一 / 英 - ドン・メシック）、ボーンクラッシャー / Bonecrusher（声 - 石井敏郎 / 英 - ニール・ロス）の6人から成る。巨人兵デバスター / Devastator（声 - 島香裕 / 英 - アーサー・バーグハート）に合体すると、知能が低くなるが、サイバトロンシティ襲撃の際にはダイノボットをものともせず、戦局を変えてしまうほどの活躍をした。なお、ボーンクラッシャーは「積荷を軽くするために傷病兵を放逐する」というアイデアの発案者である。
輸送参謀 アストロトレイン / Astrotrain
声 - 喜多川拓郎 / 英 - ジャック・エンジェル
三つの形態を持つトリプルチェンジャーの一人。スペースシャトルとSLに変形。スペースシャトル形態は仲間の輸送に活躍したが重量オーバーだったため、これに乗じたスタースクリームがメガトロンらを放逐した。なお、積み荷を軽くしろと言っていたが、自分の中で新リーダー決定のためのバトルロイヤルが始まって他のデストロン兵士が戦い出しても文句は言わなかった。スタースクリームの戴冠式では、スタースクリームの頭に冠をかぶせる役を担った。
空陸参謀 ブリッツウィング / Blitzwing
声 - 江原正士 / 英 - エド・ギルバート
トリプルチェンジャーの一人。戦車と戦闘機に変形。戦車形態にてロディマスを狙うが、チャーの機転を利かした行動により、仲間であるインセクトロンを撃つ羽目になる。その後、戦いに駆けつけたコンボイに轢かれそうになっていた。
ビルドロンの合体能力、サウンドウェーブの賢しさのようなリーダーに相応しい取り柄の主張はしなかったが、バトルロイヤルに加わっていた。
防衛参謀 レーザーウェーブ / Shockwave
声 - 島香裕 / 英 - コーリー・バートン
メガトロンの腹心。セイバートロン星にユニクロンが攻めてきた際に指揮を執った。設定上、その際に本作品で戦死したとされている。事実上今作におけるデストロン側のメインキャラクターでは唯一の戦死者となる。
光学情報兵 リフレクター / Reflector
3体が合体することでカメラに変形する、小型のデストロン兵士。本作品では1体のみ登場（3体のうちどの個体かは不明）。サイバトロンシティ攻防戦やスタースクリームの戴冠式のシーンにわずかに映るのみ。その後のユニクロン戦や『2010』には登場しない。
ジェットロン部隊 / Decepticon Jets
スタースクリームの同型のスカイワープ / Skywarp（声 - 江原正士 / 英 - フランク・ウェルカー）とサンダークラッカー / Thundercracker（声 - 島香裕）の二人。サイバトロンシティでの攻防戦でコンボイに撃たれ傷つき、スタースクリームによって宇宙に放逐されるが、ユニクロンの手によりサイクロナスやスカージ（もしくはスウィープス）として再生される。
新ジェットロン部隊 / Decepticon Jets
スタースクリーム達とタイプの違うラムジェット / Ramjet（声 - 阪脩 / 英 - ジャック・エンジェル）、スラスト / Thrust（声 - 城山知馨夫 / 英 - エド・ギルバート）、ダージ / Dirge（声 - 難波圭一 / 英 - バド・デービス）の3人。サイバトロンシティでの攻防で活躍するが、出撃したコンボイの前に歯が立たなかった。
インセクトロン部隊 / Insecticons
昆虫に変形するデストロンの独立部隊。テレビ本編とは異なり、本作品ではメガトロンの命令に対して忠実な働きを行っている。バッタに変形するキックバック / Kickback（声 - 塩屋翼 / 英 - クライヴ・レヴィル）、カブトムシに変形するボンブシェル / Bombshell、クワガタムシに変形するシャープネル / Shrapnel（声 - 石井敏郎 / 英 - ハル・ライリー）の三人。サイバトロンシティの壁を噛み破ろうとしたが、ロディマスとチャーに轢かれてしまう。スタースクリームによって宇宙に放逐され、ユニクロンの手によりサイクロナスやスカージ（もしくはスウィープス）として再生されるが、ジャンキオンとの戦いや『2010』にて登場している。

### ユニクロン
ユニクロン / Unicron
声 - 鈴木瑞穂 / 英 - オーソン・ウェルズ
機械惑星の姿で天体を捕食する超巨大トランスフォーマー。日本語版での一人称は「余」。サイバトロンリーダーに受け継がれる宇宙の叡智マトリクスを、自らを破壊できる唯一の物として恐れている。メガトロンをガルバトロンとして再生させ手駒とし、マトリクス破壊を命じる。ガルバトロンが逆らった制裁として巨人形態に変形し、セイバートロン星を破壊しようとする。マトリクスを手にしたガルバトロンを飲み込み、ロディマスコンボイによって体内でマトリクスを開放され、自らの敗北に驚愕の叫びを上げつつ首を残して爆発四散した。

### クインテッサ星人
クインテッサ星人 / Quintessons
声 - 石井敏郎、政宗一成、速水奨、城山知馨夫、難波圭一 / 英 - レジス・コーディック
ホットロディマスたちが不時着した惑星を支配する五つの顔を持つ奇妙な宇宙人。捕らえた異星人に対し擬似裁判を行い、一律に無罪判決を下しては、下僕のサメ型モンスターに変形する死刑執行人シャークトロン （デザイン画表記：シャークティコン）/ Sharkticon（声 - 山口健、稲葉実、難波圭一）の餌にして弄ぶ。他の下僕に、6本の腕を持った処刑人（デザイン画表記：クワンティソンリーダー） / Leader（声 - 江原正士 / 英 - ロジャー・C・カーメル）、ワニ型モンスターに変形するガード / Guard（声 - 山口健）、腕が銃になっているカミキリムシのような門番 / GateKeeperや、ミノタウロス風の牢番 / Guardがいる。
脚本の変更により役名と裁判で果たす役割が少々食い違っている。
『2010』において、トランスフォーマーの生みの親でセイバートロン星のかつての支配者だったことが明かされる（本作品の初稿段階ではユニクロンが破壊した星の生き残りを処刑する存在だった）。
シャークトロンの玩具は日本では数量限定で販売された。

### 地球人、その他
ジャンキオン指揮官 レックガー / Wreck-Gar
声 - 石井敏郎 / 英 - エリック・アイドル
惑星 ジャンキオンに住み、全員がオートバイにトランスフォームする超ロボット生命体であるジャンキオン族のリーダー。宇宙テレビで覚えた変な口調が特徴。当初はサイバトロンに襲い掛かるが、ホットロディマスの宇宙共通の挨拶により和解。ユニクロン打倒に手を貸す。彼らは優秀な技術者たちでもある。
スパイク / Spike Witwicky
声 - 江原正士 / 英 - コーリー・バートン
コンボイらと行動を共にしてきた地球人の青年・スパイクの成長した姿。バンブルと共にムーンベース2にいたがユニクロンに飲み込まれてしまう。しかし、ダニエルの手で救い出される。
デザイン画に併記されたプロフィールの和訳文いわく『知識があって、献身的な科学者。オートボットたちの良き友達。家庭を大切にする、“パパは何でも知っている”現代版』
ダニエル / Daniel Witwicky
声 - 田中真弓 / 英 - デヴィッド・メンデンホール
地球に住むスパイクの息子。父がムーンベースに行ってしまったことを寂しく思っている。アーシーらと共に宇宙に向かい、ユニクロンの内部で奮闘し、父やバンブルたちを無事助け出した。宇宙ではカーモードに変形できるエクセルスーツを着て行動する。
『2010』において、カーリーが母親であることが明かされる。
日本語版のキャスティングには「『2010』『ザ・ヘッドマスターズ』でもない本作品ならではの声優にしたい」という金田益美の意向と推薦によるもの。
クラニクス / Kranix
声 - 石井敏郎 / 英 - ノーム・アルデン
冒頭でユニクロンに食われた惑星リゾンの生き残りの科学者。クインテッサの牢獄でホットロディマスたちにユニクロンのことを伝える。擬似裁判にかけられ、あえなくシャークトロンの餌になってしまった。クインテッサ星人に連行される際、脚本上のミスで「最後のクラニクスなんだ」と言っていた。
アーブラス / Arblus
声 - 山口健 / 英 - ノーム・アルデン
クラニクスの友人。クラニクスと共にクインテッサ星人に捕まっており、彼より先にシャークトロンの餌にされる姿が確認できる。
コンバット・ロボ
声 - 江原正士 / 英 - フランク・ウェルカー
チャーたちのシャトルに乗っていた模擬戦用のロボット。ホットロディマスはこれを使い、シャトル内で、訓練を行っていた。タイマーが切れるまで、攻撃を仕掛けてくる。
ナレーター / Narrator
声 - 政宗一成 / 英 - ビクター・カロリー
本作品では冒頭のみ。

## スタッフ

### 制作スタッフ
- 製作総指揮 - マーガレット・ローシュ、リー・ガンサー
- 監督・共同プロデューサー - ネルソン・シン
- 日本側総指揮 - 森下孝三
- 脚本監修 - フリント・ディリー
- 脚本 - ロン・フリードマン
- オリジナル・コンセプトデザイン - フロロ・デリー
- キャラクターデザイン・背景デザイン - ガブリエル・オヨス、フレッド・カリロ、リコ・リヴァル、デルフィン・バラス、ロメオ・タンガル、ルー・オット、ロメオ・フランシスコ、パット・アグナシン、アーニー・グアンラオ、エウフロニオ・R・クルツ、マイク・セコウスキー
- 絵コンテ - ピーター・チョン、金周仁、オ・ジョンファン、朴時沃、沈相日、デビッド・シン、鄭秀龍、デルフィン・バラス、ジェームス・ゴメス、アーニー・グアンラオ、ダグ・レフラー、リコ・リヴァル、ロメオ・タンガル
- 演出 - ジョン・パトリック・フリーマン、ノーム・マッケイブ、ジェラルド・メラー、ボブ・マッツ、マーガレット・ニコラス
- 演出助手 - 山内重保、伊藤政雄、キョン・ペクソン、宇田鋼之介（ノンクレジット）[7][8]
- 作画監督 - 角田紘一
- 作画監督補 - 兵頭敬、大倉雅彦、林和男、越智一裕、榎本明広、宇佐美俊和、白承均
- 原画 - 佐々門信芳、藤高栄光、福田浩一、湖山禎崇、兼森義則、稲野義信、白南烈、辻清光、筱雅律、森利夫、長崎重信、上井やすよし、的場茂夫、山口聡、三井洋一、村上茂、三木佳人、加々美高浩
- 美術監督 - ロバート・シェーファー、沢田隆夫、ダリオ・カンパニーレ
- 背景 - 海老沢一男、佐貫利勝
- 特殊効果 - 河内正行、佐藤章二
- 撮影監督 - 福井政利
- 撮影 - 片山幸男、坂西勝
- 編集 - スティーブン・C・ブラウン
- 音楽監督 - マーク・シャイニー
- 音楽 - ヴィンス・ディコーラ
- 音響監督 - ウォーリー・バー
- 製作担当 - ジェラルド・メラー、中村悟、五十嵐卓哉、目黒宏
- スーパーバイジング・プロデューサー - ジェイ・バカル
- アソシエイトプロデューサー - 江藤昌治、福本智雄
- プロデューサー - ジョー・バカル、トム・グリフィン
- アニメーション制作 - 東映動画
- 製作 - ハズブロ、サンボウ・プロダクション、マーベル・プロダクション

### 日本語版スタッフ
- 演出 - 田島荘三
- 翻訳 - 平田勝茂
- 監修 - 金田益美

## 主題歌
「The Transformers」
作詞・作曲 - フォード・カインダー、アン・ブライアント、カル・スワン、ダグ・アルドリッチ / 歌 - ライオン
挿入歌
「デアー」
「ザ・タッチ」
歌 - スタン・ブッシュ
「インストゥルメンツ・オブ・ディストラクション」
歌 - N.R.G.
「ハンガー」
「ナシンズ・ゴンナ・スタンド・イン・アウア・ウェイ」
歌 - キック・アックス
「デアー・トゥー・ビー・ストューピド」
歌 - "ウィアード・アル"ヤンコヴィック

## 関連商品
トランスフォーマー ザ・ムービー
1989年11月10日、VHSの日本語吹き替え版・英語字幕版がタカラより発売。予約購入特典として、店頭展示用に制作された、バルーン&紙製『立体ユニクロンPOP』が配布された。パッケージイラストは髙荷義之の描き下ろし。
1989年12月16日、LDの英語音声（デジタルステレオ）+日本語音声（アナログステレオ）収録版が創美企画より発売。いずれの音声もドルビーサラウンドで収録されており、最も劇場公開に近い臨場感が得られる。
1998年12月22日、LDの日本語音声（デジタルモノラル）+英語音声（アナログモノラル）収録版がパイオニアLDCより発売。経年による技術進歩で画質は向上しているが、なぜかいずれの音声もモノラル化している。これ以降、パッケージイラストはモノクロ画に刷新されている。
2001年1月25日、パイオニアLDCよりDVDが発売。
トランスフォーマー ザ・ムービー黙示録
トランスフォーマーの5周年記念として、チャリティー上映会で販売された、紙製ケース入り・ラベルシール別途付属のVHSビデオ作品。収録内容は海外版予告編2種、日本版「トランスフォーマー」から「トランスフォーマービクトリー」までの5作品のオープニング、玩具CMなど。政宗一成のナレーションが新規収録されている。
トランスフォーマー・ザ・ムービー オリジナル・サウンドトラック
1989年10月21日、ポニーキャニオンより発売。レーベルは上述『ロッキー4/炎の友情』のサントラと同じく、スコッティ・ブラザーズ。収録内容は、先に販売されていた米国版と同一。音楽ライターの落合隆によるライナーノーツと、藤林初枝による対訳歌詞カード同梱。